# Trafiony piorunem
Trafiony piorunem (ang. Struck by Lightning) – amerykańska komedia z 2012 roku w reżyserii Briana Dannelly'ego. Wyprodukowany przez Tribeca Film.
Światowa premiera filmu miała miejsce 21 kwietnia 2012 roku podczas Festiwalu Filmowego w Tribece.

## Opis fabuły
Carson Phillips (Chris Colfer) jest w ostatniej klasie średniej szkoły. Nie może się doczekać końca roku szkolnego, by zacząć spełniać swoje marzenia o dorosłym życiu. Niestety, ginie od pioruna. Jako duch wspomina swoje życie – szkołę, przyjaciół oraz rodzinę.

## Obsada
- Chris Colfer jako Carson Phillips[1]
- Allison Janney jako Sheryl Phillips[2]
- Christina Hendricks jako April[1]
- Sarah Hyland jako Claire Mathews[2]
- Carter Jenkins jako Nicholas Forbes[3]
- Brad Henke jako dyrektor Gifford[3]
- Rebel Wilson jako Malerie Baggs[4]
- Angela Kinsey jako pani Sharpton[3]
- Polly Bergen jako babcia[3]
- Dermot Mulroney jako Neal Phillips[2]
- Allie Grant jako Remy Baker[3]
- Ashley Rickards jako Vicki Jordan[5]
- Robbie Amell jako Justin Walker[3]
- Charlie Finn jako trener Colin Walker
- Roberto Aguire jako Emilio Lopez[6]
- Matt Prokop jako Dwayne Michaels[7]
- Adam Kolkin jako młody Carson Phillips